# Rhagerhis moilensis
La falsa cobra (Rhagerhis moilensis) es una especie de reptil escamoso opistoglifo de la familia Lamprophiidae que habita en el Norte de África y Oriente Medio.
Recibe el nombre de "falsa cobra" ya que imita a la cobra perfectamente, difusionando el cuello en forma de capucha y silbando como esta. Puede llegar a medir 1,5 m de longitud y se alimenta de pequeños roedores y lagartos.[cita requerida]

## Descripción
Los adultos suelen tener de 80 cm a 1'40 m de longitud, pero algunos especímenes han alcanzado aproximadamente 1'9 metros. Tienen grandes ojos redondos, de color rojizo. Una característica distintiva que tiene esta serpiente es una mancha negra que va desde la mejilla hasta el ángulo de la mandíbula.
Por lo general tiene el cuerpo de color paja a cuadros con manchas marrones que corren a lo largo del cuerpo. La superficie del vientre suele ser color crema.

## Comportamiento
Algunos ejemplares pueden ser extremadamente dóciles y fáciles de manejar, mientras que otros pueden no tolerar el manejo y mostrar su postura defensiva antes mencionada. El veneno no es mortal, pero si los colmillos agarran la carne desnuda y el veneno se inyecta, el dolor puede ser insoportable, causando hinchazón y potencialmente otras complicaciones.
En el medio silvestre, se alimenta principalmente de roedores, pájaros y lagartijas. Los ejemplares en cautividad aceptan ratones (pre-muertos, congelados y vivos).